# Stazione di Castelferretti
Stazione di Castelferretti vasútállomás Olaszországban, Marche régióban, Falconara Marittima településen.

## Vasútvonalak
Az állomást az alábbi vasútvonalak érintik:
- Ancona–Orte -vasútvonal

## Kapcsolódó állomások
A vasútállomáshoz az alábbi állomások vannak a legközelebb: 
- Stazione di Falconara Stadio
- Stazione di Chiaravalle